# سعود القناعي
سعود يوسف القناعي (12 يونيو 1994 - ) هو لاعب كرة قدم كويتي، يلعب حارس مرمى في نادي التضامن الكويتي في الدوري الممتاز  قادما إليه من نادي العربي الكويتي، وهو ضمن تشكيلة منتخب الكويت الوطني.

## وصلات خارجية
- سعود القناعي على موقع كووورة.
- سعود القناعي على موقع www.goal.com.